# محاولة انقلاب 1981 في غامبيا
بدأت محاولة الانقلاب الغامبي 1981 في 30 يوليو 1981، وتم إحباطها في أوائل أغسطس بعد تدخل عسكري سنغالي.
قام بالتمرد أعضاء من الحزب الثوري الاشتراكي الغامبي وموظفون ساخطون على القوات المسلحة الغامبية. في ذلك الوقت، كان الرئيس داودا جاوارا في المملكة المتحدة لحضور حفل زفاف الأمير تشارلز وديانا سبنسر. أدى فشل الانقلاب إلى إنشاء اتحاد سينيغامبيا الكونفدرالي عام 1982.